# An Jong-ho
An Jong-ho (11 marzo 1987) è un ex calciatore nordcoreano, di ruolo centrocampista.

## Palmarès

### Club

#### Competizioni nazionali
- Campionato nordcoreano: 2

Amnokgang: 2006, 2008